# Sankt Goarshausen
Sankt Goarshausen è una città di 1.334 abitanti della Renania-Palatinato, in Germania.
Appartiene al circondario (Landkreis) del Reno-Lahn (targa EMS) ed è parte della comunità amministrativa (Verbandsgemeinde) di Loreley.